# 平野慎一
平野 慎一（ひらの しんいち、昭和43年（1968年）9月11日 - ）は、料理・食品の写真を得意・専門とする写真家。

## 概要
埼玉県浦和市（現さいたま市桜区）出身。埼玉県草加市在住。　
埼玉県立与野高等学校、法政大学社会学部応用経済学科（アイドル社会学を専攻）卒業。
大学を卒業し、東京ユーピーに入社し、アシスタントを経てカメラマンとなり、2003年に独立し、角川書店やぴあなどの出版社の信頼を獲得して撮影を行ってきた。2016年以降は広告分野の撮影を積極的行なっている。
大学時代、写真研究会に所属。2歳下に漫画家のひぐちアサがおり、「ヤサシイワタシ」の中に彼をモデルにした人物が登場する。